# بازی‌های آسیایی هنرهای رزمی
بازی‌های آسیایی هنرهای رزمی یک رویداد چند ورزشی بود که هر دو سال با حضور ورزشکارانی از قاره آسیا برگزار می‌شد. این مسابقات توسط کمیته المپیک آسیا برگزار می‌شد. نخستین و همچنین آخرین دوره این بازی‌ها در سال ۲۰۰۹ در بانگکوک تایلند برگزار شد.
د سال ۲۰۱۳ این بازی‌ها با بازی‌های آسیایی داخل سالن ترکیب می‌شود و نخستین دوره بازی‌های آسیایی داخل سالن و هنرهای رزمی در اینچئون کره جنوبی برگزار خواهدشد.

## لیست بازی‌ها
| سال  | بازی‌ها | شهر میزبان | جایگاه یکم  | جایگاه دوم    | جایگاه سوم     |
| ---- | ------ | ---------- | ----------- | ------------- | -------------- |
| ۲۰۰۹ | I      | بانکوک     | تایلند (۲۱) | قزاقستان (۱۵) | کره جنوبی (۱۰) |